# Synagoge (Haßloch)
Die Synagoge in Haßloch wurde zwischen 1847 und 1850 in einem von der jüdischen Kultusgemeinde gekauften Anwesen in der Gillergaß Nr. 946 (heutige Gillergasse 2) eingerichtet. Im Zuge der Novemberpogromen 1938 wurde die Synagoge am Mittag des 10. November 1938 verwüstet und das Inventar außerhalb des Gebäudes verbrannt. 1939 wurde die Synagoge verkauft. 1978 wurde die ehemalige Synagoge bei Abrissarbeiten an einem Nachbargebäude so schwer beschädigt, dass sie ebenfalls abgerissen werden musste.

## Geschichte

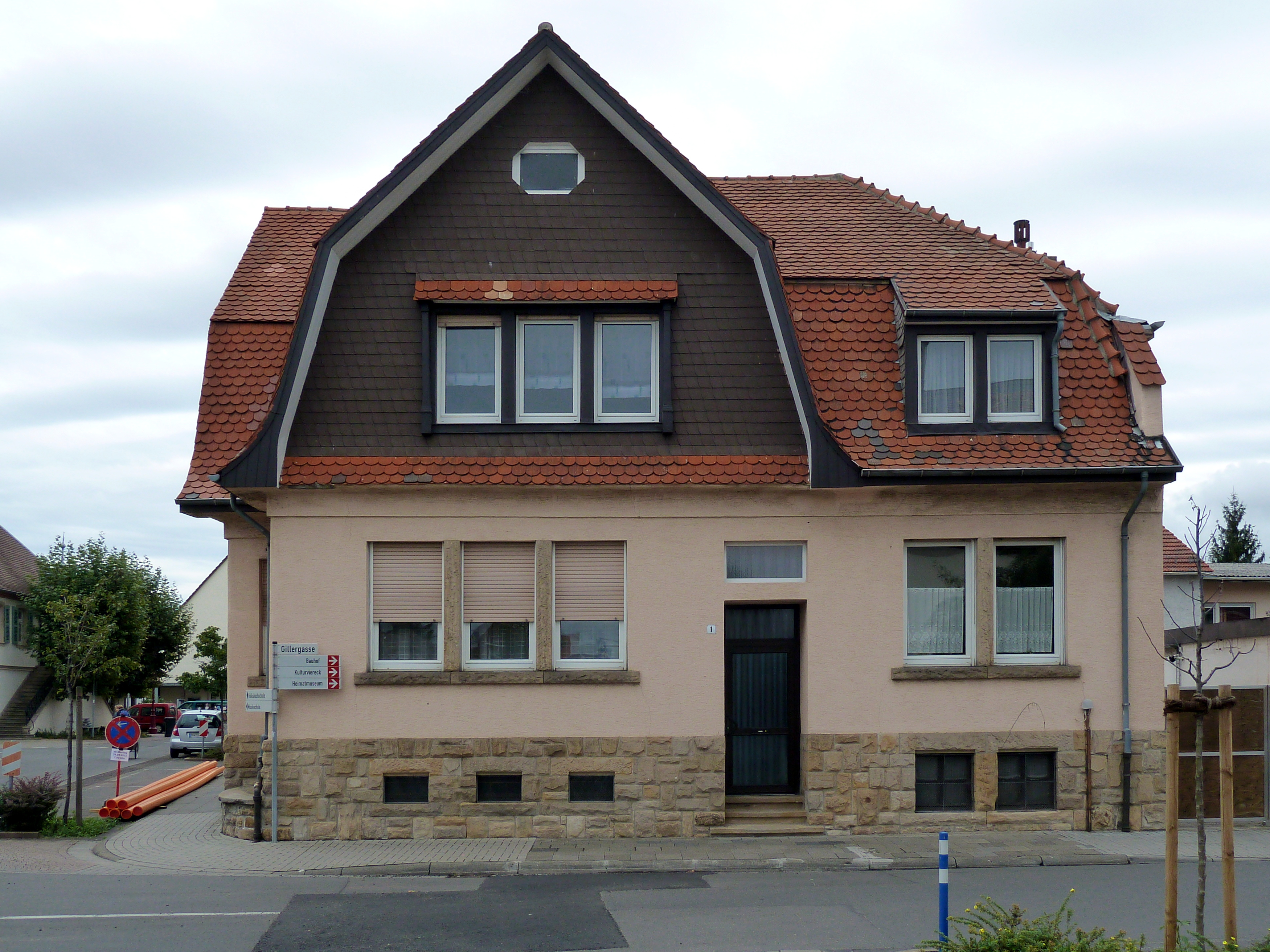
Die 1908 neu erbaute jüdische Schule in der Gillergasse 1

Bereits 1835 wird eine Synagoge in Haßloch erwähnt, die vermutlich bereits im 18. Jahrhundert eingerichtet wurde. Es handelte sich dabei um einen Betsaal, der sich im Obergeschoss eines Stalls befand. Das Gebäude war zu diesem Zeitpunkt bereits in einem äußerst schlechten Zustand. Die Baubehörde genehmigte die weitere Nutzung nur unter der Auflage, dass Reparaturarbeiten durchgeführt werden mussten. Die finanziellen Mittel der Gemeinde reichten allerdings nur für eine notdürftige Reparatur aus. 1843 wurde dann von Seiten der zuständigen Behörde erneut die Zwangsschließung angedroht. Nachdem der zuständige Bezirksschaffner in einem Gutachten zu dem Schluss kam, dass die baulichem Mängel so gravierend seien, dass eine Sanierung unmöglich sei, wurde 1846 die weitere Nutzung untersagt. Da der Kultusgemeinde die notwendigen finanziellen Mittel für einen kompletten Neubau fehlten, erwarb die Kultusgemeinde im selben Jahr ein Gebäude in der Gillergaß Nr. 946 (heutige Gillergasse 2), das direkt daneben dem Gebäude lag, in der sich die jüdischen Volksschule befand. Die Kosten für den Kauf, die Instandsetzung und die notwendige Umbaumaßnahmen beliefen sich auf 3000 Gulden. Ein 1865 geplanter größerer Umbau, der der Erweiterung der Synagoge dienen sollte, scheiterte am Widerstand der Mehrheit der Mitglieder der Kultusgemeinde, die nicht bereit waren die finanzielle Lasten des Umbaus zu tragen sowie an dem damaligen Lehrer, der sich, obwohl in einem Beschluss der Kultusgemeinde vom 12. März 1857 festgelegt, weigerte die zwei von ihm im Obergeschoss genutzten Räume freizugeben und die Schlüssel zu den Räumen nicht herausgab. So wurden nur kleinere, notwendige Arbeiten durchgeführt. 1908 wurde das alte Schulgebäude abgerissen und eine neue Schule an der Stelle errichtet. Im Zug der der Novemberpogromen 1938 wurde die Synagoge am Mittag des 10. Novembers 1938 verwüstet. Die Inneneinrichtung wurde auf dem Hof verbrannt. Zwei Versuche das Gebäude in Brand zu setzen scheiterten. Beim ersten Versuch erlosch das Feuer nach kurzer Zeit wieder. Beim zweiten Versuch wurde das Feuer von einem Anwohner gelöscht, der befürchtete, dass das Feuer auf sein Gebäude übergreifen könnte.  1939 wurde die ehemalige Synagoge an einen Privatmann verkauft. 1950 wurde sowohl die Synagoge als auch das Schulhaus an die jüdischen Kultusgemeinde der Rheinpfalz zurückübertragen. Bei Abrissarbeiten an einem Nachbargebäude im Jahr 1978 wurde die ehemalige Synagoge so schwer beschädigt, dass sie abgerissen werden musste. 1979 verkaufte die Kultusgemeinde das Grundstück an Privatleute. Das Schulgebäude von 1908 behielt sie aber weiter in ihrem Besitz. Seit 1984 befindet sich an einer Mauer des ehemaligen Synagogengrundstückes eine Gedenktafel. Die Inschrift lautet:
Hier befand sich

bis zur Schändung durch die Nationalsozialisten in der Nacht vom 9./10. November 1938

die Synagoge der Jüdischen Gemeinde Hassloch.

Mit ihrer Zerstörung und der darauffolgenden Deportierung

unserer jüdischen Mitbürger endete jegliches jüdische Leben in unserem Ort.

Diese Gedenktafel soll zur Erinnerung für die Lebenden und zur Mahnung der kommenden Generationen sein.

## Bauwerk
Pläne aus der Zeit des Umbaus von 1847 bis 1850 liegen nicht vor. Die vorhandenen Bauskizzen stammen aus dem Jahr 1908 und beinhalten auch bauliche Veränderungen die 1866 durchgeführt wurden. Fest steht, dass das 1846 zwecks Errichtung der Synagoge erworbene zweistöckige, zur Gillergasse hin traufständige Fachwerkhaus mit Satteldach und das kleine, danebenliegende einstöckige Gebäude mit Krüppelwalmdach, in dem die jüdische Volksschule untergebracht war, zu einem Bauwerk verbunden wurden. Auf der Straßenseite hatte das Gebäude einen Eingang. Dieser gehörte zu der im Erdgeschoss eingerichteten Mietwohnung. Alle anderen Eingänge lagen in der Ostseite des Gebäudes im Hof, der durch eine entsprechende Toreinfahrt von der Gillergasse zu erreichen war. Verputzt waren nur die Fassade im Hof sowie die Fassade auf der Straßenseite. Auf der Straßenseite waren an den rechteckigen Fenstern olivgrün gestrichene Klappläden aus Holz angebracht. Auf der Ostseite, zum Hof hin, befanden sich im Obergeschoss zwei Rundfenster. Zwischen diesen beiden befand sich im Innenbereich der Toraschrein. 1908 wurde das ehemalige Schulhaus abgerissen und durch einen Neubau ersetzt, in dem die Schule und die Lehrerwohnung untergebracht waren. Die Schule wurde bis 1922 genutzt.

### Erdgeschoss und Hof
Im Hof befand sich die Mikwe, ein Garten, der Abort, eine Dunggrube sowie ein Brunnen. Die Eingangstür vom Hof führte in einen Vorraum (in den Plänen als Gang bezeichnet). Von dort gelangte man in die Lehrerwohnung (bestehend aus Wohnzimmer, Schlafzimmer und Küche) sowie den Schulsaal. Der Keller und ein Holzlager waren jeweils über eine separaten Zugang vom Hof aus zu erreichen. Vom Vorraum führte eine Treppe zum Obergeschoss und dort zur Männerschule der Synagoge. Die Frauenschule erreichte man ursprünglich über eine Holztreppe vom Hof aus. Die Plattform der Treppe befand sich über der Tür, die von der Mietwohnung in den Hof führte. 1866 wurde die baufällige Holztreppe durch eine breitere Freitreppe aus Sandstein mit einem Geländer aus Eisen und einem Handlauf aus Holz ersetzt. Die Treppe überspannten den Hofeingang der Mietwohnung  mit einem Rundbogen. Zudem wurde eine zweite Pforte, direkt neben der Pforte zur Frauenschule, eingebaut, die zur Männerschule führte.

### Obergeschoss
Im Obergeschoss befanden sich ursprünglich zwei Zimmer, die von dem Lehrer der jüdischen Schule genutzt wurden. Die Zimmer lagen an einen Gang, der über die Treppe aus dem Erdgeschoss erreicht werden konnte verbunden. Bis zum Umbau 1866 war hier auch der Zugang zur Männerschule. Die Tür befand sich in der Nordwand der Männerschule die zum Gang führte. Auf den Plänen von 1908 ist im Obergeschoss ein drittes Zimmer eingezeichnet, dass vor dem ehemaligen Zugang zur Männerschule eingezogen wurde. Der Betsaal bestand aus einer Männerschule und einer kleineren Frauenschule, die durch eine Holzwand mit Gittern voneinander getrennt waren. Der Zugang zu den beiden Bereichen erfolgte nach dem Umbau 1866 über die Sandsteintreppe im Hof und zwei getrennte, nebeneinanderliegenden Pforten mit Oberlichtern. Während man durch die, vom Hof aus gesehen, linke Pforte direkt zur Frauenschule gelangte, befand sich hinter der rechten Pforte, die zur Männerschule führte, ein Windfang, der die Zugänge zu den beiden Bereichen des Betsaals voneinander im Innenbereich trennte.

### Mikwe
Zwei Mikwaot, befanden sich bis 1844 in den Kellern zweier Privathäuser. 1844 mussten diese allerdings auf behördliche Anweisung wegen neuer Hygienevorgaben geschlossen werden. Daraufhin wurde 1847 im Zuge des Neubaus der Synagoge im Innenhof eine neue Mikwe errichtet. Die Baukosten betrugen 300 Gulden. Bereits 1881 musste das Badehaus allerdings durch einen Neubau ersetzt werden. Die ursprünglichen Baupläne, wie sie in einer Bauskizze erhalten sind, konnten wegen fehlender finanzieller Mittel nicht vollständig umgesetzt werden. Die Kosten für den Neubau beliefen sich auf insgesamt 1637,70 Mark. Von diesen Kosten musste die Gemeinde 1100 Mark über Kredite finanzieren. Obwohl die Mikwe auf einem Plan von 1908 noch eingezeichnet ist, liegen keine Informationen dazu vor, wie lange sie tatsächlich genutzt wurde.

### Inventar
Das Inventar der Synagoge kann als bescheiden bezeichnet werden. Es bestand aus den grundlegenden, für die Durchführung von Gottesdiensten notwendigen Einrichtungsgegenständen und Ritualien. Im noch erhaltenden Versicherungsantrag der jüdischen Kultusgemeinde bei der Feuerversicherungsgesellschaft Deutscher Phönix vom 1. Dezember 1869, über eine Versicherungssumme von 860 Gulden, wird folgendes Inventar aufgeführt:
| Versicherungsgegenstände   | Einzelwert in Gulden | Versicherungssumme in Gulden | Bemerkung |
| -------------------------- | -------------------- | ---------------------------- | --- |
| 4 Stück Torarollen         | 110                  | 440                          | Handgeschrieben, die Fünf Bücher Moses. Vermutlich in der Versicherungssumme enthalten die zugehörigen Tora-Kronen oder Rimonim |
| 1 Stück silberner Leuchter | 10                   | 10                           | Hierbei handelte es sich um einen siebenarmigen Leuchter                                                                        |
| 1 Stück Schrank            | 10                   | 10                           | Toraschrein |
| 13 Stück Subselien         | 15                   | 195                          | Die Bänke der Männerschule |
| 2 Stück große Vorhänge     | 10                   | 30                           | Die zum Toraschrein gehörigen Vorhänge                                                                                          |
| 8 Stück kleine Vorhänge    | 2                    | 16                           | Vermutlich die Toramäntel |
| 5 Stück Subselien          | 15                   | 75                           | Die Bänke der Frauenschule |
| 1 Stück Schrank            | 5                    | 5                            | |
| 1 Stück Tisch              | 5                    | 5                            | Teil der Bima |
| 3 Stück Stühle             | 1,20                 | 4                            | Teil der Bima |
| 2 Stück Tafeln             | 5                    | 10                           | unklar ob es sich um die Tafeln mit den 10 Geboten handelte oder um Tafeln der in der Synagoge untergebrachten jüdischen Schule |
| 5 Stück Landkarten         | 2                    | 10                           | Ausstattung der jüdischen Schule                                                                                                |
| Bücher                     |                      | 10                           | unklar ob Ausstattung der Synagoge oder der Schule                                                                              |
| 1 Stück Pult               | 10                   | 10                           | unklar ob Ausstattung der Synagoge oder der Schule                                                                              |
| 1 Stück Badewanne          | 30                   | 30                           | Die Badewanne der ersten Mikwe. Sie wurde zur Finanzierung des Neubaus der Mikwe später verkauft                                |

## Jüdische Gemeinde Haßloch
Die Anfänge der jüdischen Gemeinschaft in Haßloch reichen ins 18. Jahrhundert zurück. Bereits 1722 werden drei in Haßloch ansässige Schutzjuden urkundlich erwähnt. Bis Mitte des 19. Jahrhunderts stieg die Zahl der jüdischen Einwohner an und erreichte 1861 ihren höchsten Stand. Ab ca. der Mitte des 19. Jahrhunderts kam es, wie in fast allen jüdischen Gemeinden in Rheinland-Pfalz, zu Abwanderungen in die größeren Städte und zur Emigration in die Vereinigten Staaten. Die jüdische Gemeinde gehörte zum Bezirksrabbinat Frankenthal. Bis 1938 war ein eigener Religionslehrer angestellt, der auch die Aufgaben des Vorbeters und Schochet innehatte. Die Toten wurden auf dem 1821 angelegten jüdischen Friedhof Haßloch beigesetzt. Die letzten jüdischen Einwohner wurden am 22. Oktober 1940 im Zuge der sogenannten Wagner-Bürckel-Aktion in das französische Internierungslager Gurs deportiert.

### Entwicklung der jüdischen Einwohnerzahl
| Jahr | Juden | Jüdische Familien | Bemerkung |
| ---- | ----- | ----------------- | --------- |
| 1722 |       | 3                 |           |
| 1744 |       | 9                 |           |
| 1768 | 33    |                   |           |
| 1783 | 44    |                   |           |
| 1821 | 58    |                   |           |
| 1840 | 100   |                   |           |
| 1861 | 128   |                   |           |
| 1875 | 100   |                   |           |
| 1893 | 102   |                   |           |
| 1900 | 76    |                   |           |
| 1925 | 65    |                   |           |
| 1933 | 70    |                   |           |
| 1934 | 45    |                   |           |
| 1936 | 42    |                   |           |
| 1938 | 29    |                   |           |
| 1940 | 3     |                   |           |

Quelle: alemannia-judaica.de; jüdische-gemeinden.de;

### Opfer des Holocaust
Das Gedenkbuch – Opfer der Verfolgung der Juden unter der nationalsozialistischen Gewaltherrschaft 1933–1945 und die Zentrale Datenbank der Namen der Holocaustopfer von Yad Vashem führen 19 Mitglieder der jüdischen Gemeinschaft Haßloch (die dort geboren wurden oder zeitweise lebten) auf, die während der Zeit des Nationalsozialismus ermordet wurden.